# Veliko Trojstvo
Veliko Trojstvo est un village et une municipalité située dans le comitat de Bjelovar-Bilogora, en Croatie. Au recensement de 2001, la municipalité comptait 3 092 habitants, dont 97,12 % de Croates et le village seul comptait 1 291 habitants.

## Localités
La municipalité de Veliko Trojstvo compte 12 localités :
- Ćurlovac
- Dominkovica
- Grginac
- Kegljevac
- Maglenča
- Martinac
- Paulovac
- Malo Trojstvo
- Veliko Trojstvo
- Višnjevac
- Vrbica